# Via Pallone
Via Pallone è un'importante strada situata nel centro storico di Verona, sorta lungo le cortina difensiva comunale.

## Storia e descrizione
Il toponimo "Pallone" deriva dalla presenza, fino alla metà del XIX secolo, dello sferisterio cittadino, luogo dedicato all'antico gioco del pallone. Questo sport fu molto praticato a Verona, almeno dal Cinquecento fino all'inizio del Novecento. La prima sede documentata del gioco fu un'area sulle Torricelle, vicino a castel San Pietro, fino a quando nel 1610 la città concesse uno spazio nel Campo Marzio. Solo nel 1768-1769 venne appositamente adibito il terreno "al Crocefisso", sull'attuale via Pallone, dove si insediò definitivamente il gioco. Con l'occasione furono costruite anche due tribune per gli spettatori, una delle quali riservata alla nobiltà, addossate alle mura comunali.
Il 16 settembre del 1786, il celebre scrittore Wolfgang von Goethe ebbe modo di assistere a un derby tra quattro veronesi e quattro vicentini, lasciandone una suggestiva descrizione nel suo Viaggio in Italia. Egli si mostrò sorpreso che il gioco non si svolgesse all'interno dell'Arena di Verona, «che tanto si presterebbe» a tale scopo. In effetti, nel 1823 il gioco si spostò nell'anfiteatro romano ma con scarso successo, in quanto la tradizione delle commedie offerte dal popolare teatrino di legno all'interno dell'anfiteatro era ormai troppo radicata. Lo sferisterio di via Pallone ospitò di nuovo le gare con una certa frequenza fino al 1847, dopodiché gli incontri divennero più rari. Gli appassionati del gioco, per vari motivi anche di natura politica, furono costretti a cercare altri spazi: ancora nel 1902, una selezione di professionisti provenienti da diverse città si esibì nel fossato nei pressi di porta Nuova, attirando un gran numero di tifosi.
Sul lato sinistro di via Pallone si apre un ampio varco nelle mura cittadine, che dà accesso a via del Pontiere; accanto all'apertura sorge una torre scaligera risalente alla fine del XII secolo. Al civico 24 della via, invece, è stato collocato il portale sanmicheliano di palazzo Fiorio Dalla Seta, originariamente situato nei pressi di ponte Nuovo e demolito nel 1893 per consentire la costruzione dei muraglioni.